# 高木星来
高木 星来（たかぎ せらい、2004年7月13日 - ）は、日本の元子役・俳優である。愛知県出身。過去にジョビィキッズプロダクション所属していた。

## 出演

### テレビドラマ
- 最上の命医 第1話（2011年1月10日、テレビ東京）
- 全開ガール（2011年7月11日 - 9月19日、フジテレビ） - 山田笑太郎 役[1][2][3]
- カエルの王女さま（2012年4月12日 - 6月21日、フジテレビ） - 羽田大輝 役
- ビューティフルレイン（2012年7月1日 - 9月16日、フジテレビ） - 新井小太郎 役
- 海の上の診療所 第2話（2013年10月21日、フジテレビ） - 片山遼 役
- おやじの背中 第9話（2014年9月7日、TBS） - 新城寛太 役
- 流星ワゴン（2015年1月18日 - 3月22日、TBS） - 橋本健太 役[4]
- 掟上今日子の備忘録 第3話・第4話（2015年10月24日・31日、日本テレビ） - 剥井陸 役
- 早子先生、結婚するって本当ですか? 第3話（2016年5月5日、フジテレビ） - 中野一斗 役
- 仰げば尊し 第5話（2016年8月21日、TBS） - 青島裕人（幼少期） 役
- 勇者ヨシヒコと導かれし七人 第10話（2016年12月9日、テレビ東京） - 広大な大地に住んでいそうな兄妹の兄 役
- 世にも奇妙な物語'17秋の特別編「フリースタイル母ちゃん」（2017年10月14日、フジテレビ） - 細川康太 役[5][6]

### 映画
- 犬とあなたの物語 いぬのえいが「バニラのかけら」（2011年1月22日、アスミック・エース）
- うさぎドロップ（2011年8月20日、ショウゲート）
- 劇場版 ウルトラマンX きたぞ!われらのウルトラマン（2016年3月12日、松竹メディア事業部） - 玉城ユウト 役

### バラエティ
- 痛快TV スカッとジャパン「初めて知った息子の夢」（2016年5月9日、フジテレビ） - 大城蓮 役

### その他のテレビ番組
- うたコン（2016年9月6日、NHK）※内田彩花と共に石丸幹二『さよなら夏の日』歌唱時にバックで芝居を披露

### CM
- パルシステム（2011年）
- マクドナルド『ハッピーセット』
  - 「仮面ライダーオールスターズ」（2011年）
  - 「ミニオン語!?篇」（2013年9月）
- 花王
  - 『リセッシュ』（2011年）
- 富士通
  - 「データセンター篇」（2011年）
- ベネッセ
  - 「新一年生こどもチャレンジ」（2012年）
- 日産自動車
  - 『DAYZ』（2013年5月）
- ジョンソン・エンド・ジョンソン
  - 『バンドエイド』（2013年7月）

### その他
- 芦田愛菜 ファースト コンサート 〜ウィンターワンダーランド〜（2012年12月27日、きゅりあん 8階 大ホール） - バックダンサー